# Robert J. White
Robert Joseph White (21 tháng 1 năm 1926 - 16 tháng 9 năm 2010) là một bác sĩ giải phẫu thần kinh người Mỹ, nổi tiếng với ca cấy ghép thành công đầu đã bị cắt lìa cho một con khỉ với một cơ thể mới. Tuy con khỉ đã đi lại và sống được chỉ trong một ngày, nhưng đây là một sự kiện được nhiều nhà khoa học quan tâm thời bấy giờ. 
White bắt đầu quan tâm đến nghiên cứu não người từ thời trung học. Ông đã chia sẻ rằng, giáo viên môn sinh học đã khen ông trong một buổi thí nghiệm khi nhìn thấy kết quả mổ hộp sọ ếch, người giáo viên ấy đã nói với White rằng, tương lai nên trở thành một bác sĩ phẫu thuật não. 
Trong suốt sự nghiệp của mình, White đã thực hiện hơn 10.000 ca phẫu thuật và là tác giả của hơn 900 ấn phẩm về phẫu thuật thần kinh lâm sàng, y đức và chăm sóc sức khỏe. Ông nhận các bằng tiến sĩ danh dự của Đại học John Carroll (Tiến sĩ Khoa học, 1979), Đại học Bang Cleveland (Tiến sĩ Khoa học, 1980), Đại học Walsh (Tiến sĩ về Thư từ Nhân đạo, 1996) và Đại học St. Thomas (Tiến sĩ Khoa học, 1998) ).